# Euxoa coloradensis
Euxoa coloradensis là một loài bướm đêm trong họ Noctuidae.